# Veselice (Havlíčkův Brod)
Veselice (německy Weselitz) je malá vesnice, část okresního města Havlíčkův Brod. Nachází se asi 3 km na západ od Havlíčkova Brodu. V roce 2009 zde bylo evidováno 23 adres. V roce 2001 zde žilo 47 obyvatel.
Veselice leží v katastrálním území Veselice u Havlíčkova Brodu o rozloze 1,67 km2.